# ASB Classic 2016
36°51′13″ пд. ш. 174°46′25″ сх. д. / 36.853742° пд. ш. 174.773507° сх. д.
Auckland Open 2016 (теперішній спонсор - ASB) - чоловічий і жіночий тенісний турнір, що проходив на відкритих кортах з твердим покриттям ASB Tennis Centre в Окленді (Нова Зеландія). Належав до Туру ATP 2016 і Туру WTA 2016. Це був 31-й за ліком ASB Classic і 40-й за ліком Heineken Open. Жіночий турнір тривав з 4 до 9 січня, а чоловічий - з 11 до 16 січня 2016 року.

## Призові очки і гроші

### Розподіл очок
| Дисципліна                 | П   | Ф   | ПФ  | ЧФ | 1/8 | 1/16 | Q   | Q3  | Q2  | Q1  |
| Одиночний розряд, чоловіки | 250 | 150 | 90  | 45 | 20  | 0    | 12  | 6   | 0   | Н/Д |
| Парний розряд, чоловіки    | 250 | 150 | 90  | 45 | 0   | Н/Д  | Н/Д | Н/Д | Н/Д | Н/Д |
| Одиночний розряд, жінки    | 280 | 180 | 110 | 60 | 30  | 1    | 18  | 14  | 10  | 1   |
| Жінки, парний розряд       | 280 | 180 | 110 | 60 | 1   | Н/Д  | Н/Д | Н/Д | Н/Д | Н/Д |

### Розподіл призових грошей
| Дисципліна                 | П       | Ф       | ПФ      | ЧФ      | 1/8    | 1/161  | Q3     | Q2     | Q1   |
| Одиночний розряд, чоловіки | $83,450 | $43,430 | $23,525 | $13,400 | $7,900 | $4,680 | $2,105 | $1,055 | Н/Д  |
| Парний розряд, чоловіки *  | $25,070 | $13,170 | $7,140  | $4,080  | $2,390 | Н/Д    | Н/Д    | Н/Д    | Н/Д  |
| Одиночний розряд, жінки    | $43,000 | $21,400 | $11,300 | $5,900  | $3,310 | $1,925 | $1,005 | $730   | $530 |
| Парний розряд, жінки *     | $12,300 | $6,400  | $3,435  | $1,820  | $960   | Н/Д    | Н/Д    | Н/Д    | Н/Д  |

1 кваліфаєри також отримують призові гроші 1/16 фіналу

* на пару

## Учасники чоловічих змагань

### Сіяні
| Країна   | Гравець               | Рейтинг1 | Посіяний |
| -------- | --------------------- | -------- | -------- |
| Іспанія  | Давид Феррер          | 7        | 1        |
| Франція  | Жо-Вілфрід Тсонга     | 10       | 2        |
| США      | Джон Ізнер            | 11       | 3        |
| ПАР      | Кевін Андерсон        | 12       | 4        |
| Франція  | Бенуа Пер             | 19       | 5        |
| Італія   | Фабіо Фоніні          | 21       | 6        |
| Хорватія | Іво Карлович          | 23       | 7        |
| Іспанія  | Роберто Баутіста Аґут | 25       | 8        |

- 1 Рейтинг подано станом на 4 січня 2016

### Інші учасники
Нижче наведено учасників, які отримали вайлдкард на участь в основній сітці:
- Давид Феррер
- Finn Tearney
- Майкл Венус

Нижче наведено гравців, які пробились в основну сітку через стадію кваліфікації:
- Меттью Бартон
- Бенжамін Бекер
- Тіємо де Баккер
- Робін Гаасе

### Завершили кар'єру
- Аляж Бедене (травма ноги)
- Джек Сок (хвороба)

## Учасники основної сітки в парному розряді

### Сіяні
| Країна    | Гравець               | Країна   | Гравець        | Рейтинг1 | Сіяний |
| --------- | --------------------- | -------- | -------------- | -------- | ------ |
| Колумбія  | Хуан Себастьян Кабаль | Колумбія | Роберт Фара    | 52       | 1      |
| Філіппіни | Трет Х'юї             | Білорусь | Макс Мирний    | 61       | 2      |
| Німеччина | Філіпп Пецшнер        | Австрія  | Александер Пея | 74       | 3      |
| США       | Ерік Буторак          | США      | Скотт Ліпскі   | 85       | 4      |

- 1 Рейтинг подано станом на 4 січня 2016

### Інші учасники
Нижче наведено пари, які отримали вайлдкард на участь в основній сітці:
- Маркус Даніелл /  Артем Сітак
- Finn Tearney /  Wesley Whitehouse

Наведені нижче пари отримали місце як заміна:
- Віктор Естрелья Бургос /  Альберт Рамос-Віньйолас

### Знялись з турніру
До початку турніру
- Аляж Бедене (травма ноги)

Під час турніру
- Джон Ізнер (травма коліна)
- Сем Кверрі (утома і травма коліна)[1][2]

## Учасниці

### Сіяні
| Країна  | Гравчиня           | Рейтинг1 | Сіяна |
| ------- | ------------------ | -------- | ----- |
| США     | Вінус Вільямс      | 7        | 1     |
| Сербія  | Ана Іванович       | 16       | 2     |
| Данія   | Каролін Возняцкі   | 17       | 3     |
| Росія   | Світлана Кузнецова | 25       | 4     |
| США     | Слоун Стівенс      | 30       | 5     |
| США     | Коко Вандевей      | 37       | 6     |
| Чехія   | Барбора Стрицова   | 42       | 7     |
| Бельгія | Алісон ван Ейтванк | 44       | 8     |

- 1 Рейтинг подано станом на 28 грудня 2015.

### Інші учасниці
Нижче наведено учасниць, які отримали вайлдкард на участь в основній сітці: 
- Марина Еракович
- Олена Остапенко
- Франческа Ск'явоне

Нижче наведено гравчинь, які пробились в основну сітку через стадію кваліфікації:
- Кікі Бертенс
- Наомі Броді
- Кірстен Фліпкенс
- Таміра Пашек

### Завершили кар'єру
- Мона Бартель (хвороба)

## Учасниці в парному розряді

### Сіяні
| Країна    | Гравчиня             | Країна   | Гравчиня           | Рейтинг1 | Сіяна |
| --------- | -------------------- | -------- | ------------------ | -------- | ----- |
| Чехія     | Андреа Главачкова    | Чехія    | Луціє Градецька    | 37       | 1     |
| Німеччина | Юлія Гергес          | Словенія | Катарина Среботнік | 38       | 2     |
| Німеччина | Анна-Лена Гренефельд | США      | Коко Вандевей      | 78       | 3     |
| Польща    | Клаудія Янс-Ігначик  | Польща   | Паула Канія        | 112      | 4     |

- 1 Рейтинг подано станом на 28 грудня 2015.

### Інші учасниці
Нижче наведено пари, які отримали вайлдкард на участь в основній сітці:
- Розі Ченг /  Саша Джонс
- Кірстен Фліпкенс /  Ана Іванович

### Знялись з турніру
Під час турніру
- Ана Іванович (запаморочення)

## Переможці

### Одиночний розряд, чоловіки
- Роберто Баутіста Аґут —  Джек Сок, 6–1, 1–0, знявся.

### Одиночний розряд, жінки
- Слоун Стівенс —  Юлія Гергес, 7–5, 6–2

### Парний розряд, чоловіки
- Мате Павич /  Майкл Венус —  Ерік Буторак /  Скотт Ліпскі, 7–5, 6–4

### Парний розряд, жінки
- Елісе Мертенс /  Ан-Софі Месташ —  Данка Ковінич /  Барбора Стрицова, 2–6, 6–3, [10–5]